# Пергамський музей
Пергамський музей, Пергамон-музей (нім. Pergamonmuseum) — один з найвідоміших музеїв, розташованих на Музейному острові на річці Шпрее в центрі Берліна.
Будівля музею побудована в 1910–1930 роках за проєктом Альфреда Меселя та Людвіга Гофмана у першу чергу для знайденого Карлом Гуманном Пергамського вівтаря, а також для зібрання пізнього античного живопису і скульптури, експонатів передньоазійського музею, що включає твори хеттського, ассирійського, вавилонського і перського мистецтва та Ісламського музею (що включає фриз з Мшатти). З 1958 всі ці зібрання об'єднані спільною назвою «Пергамський музей». На початок XXI століття експозиція музею поділяється на Античне зібрання, Передньоазійський музей і Музей ісламського мистецтва. У 2005 році в Пергамському музеї побувало близько 960 тис. відвідувачів, і це найвідвідуваніший музей Берліна.

## Історія

### Перша будівля Пергамського музею

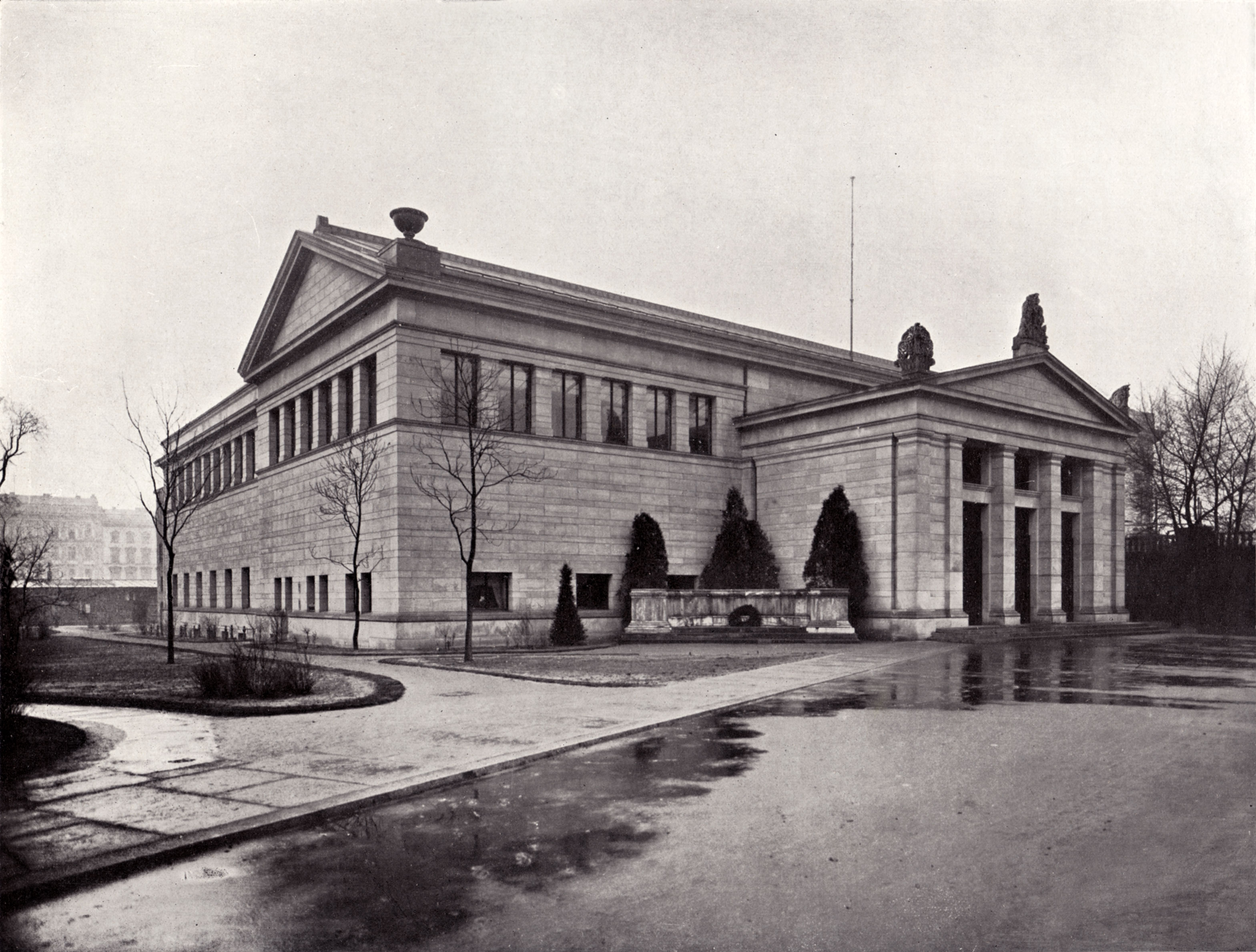
Перша будівля Пергамського музею в 1905 році

Перша будівля Пергамського музею побудована в 1897–1898 роках і була урочисто відкрита для доступу публіки в 1901 році. У світловому дворі музею розмістилися твори стародавньої архітектури з Пергама, Прієни і Магнесії на Меандрі.
Після руйнації першої будівлі Пергамського музею в 1908 році (розчистка ділянки під нову споруду) всі пергамські художні цінності до зведення нової будівлі розміщувалися у східній колонній залі Нового музею.

### Друга будівля Пергамського музею
Оскільки виявлені при розкопках в Вавилоні, Уруці, Ашшурі і Єгипті монументальні експонати не могли гідно розміститися в першому побудованому будинку музею, у якого до того ж незабаром виявилися будівельні дефекти фундаменту, для вирішення питань, пов'язаних зі зведенням нової будівлі на тому ж місці, в 1905 році був призначений новий генеральний директор Королівських (а з 1918 року — Державних) музеїв, а в 1906 році до роботи залучений Вільгельм фон Боде. Крім колекції античної архітектури в північному корпусі нової будівлі музею передбачалося розмістити піздньоантичне мистецтво Німеччини з Німецького музею, а в південному — відділ передньоазійського мистецтва. Відповідно до змін в плані від 1927 року тут же повинна була знайти своє місце і колекція ісламського мистецтва.
У 1907 році Альфред Мессель розпочав проєкт нової монументальної будівлі з трьох корпусів у суворому неокласичному стилі. Після смерті Месселя в 1909 році роботи продовжив його близький друг Людвіг Гофман, який займав адміністративну посаду в уряді Берліна з питань будівництва. У 1910 році почалися будівельні роботи, які зупинили Перша світова війна, революція 1918 року й інфляція 1922–1923 років. Лише до 1930 року будівництво музейної споруди будинку було закінчено, і чотири музейні збірки у його стінах відкрили свої зали для публіки.

### Друга світова війнаі її наслідки
Пергамський музей серйозно постраждав під час повітряних нальотів на Берлін. Багато експонатів були перевезені в безпечніше місце, монументальні речі були укріплені. У 1945 році більша частина фондів музею була вивезена радянськими офіцерами із захисту художніх цінностей в східну частину Берліна для відправки в майбутній Музей Перемоги імені Йосипа Сталіна. Лише в 1958 році музейні фонди повернулися в Німецьку Демократичну республіку, але не повністю. Досі значна частина колекції незаконно, всупереч нормам міжнародного права, зберігається в запасниках Пушкінського музею в Москві і Ермітажу в Санкт-Петербурзі.

## Експозиція

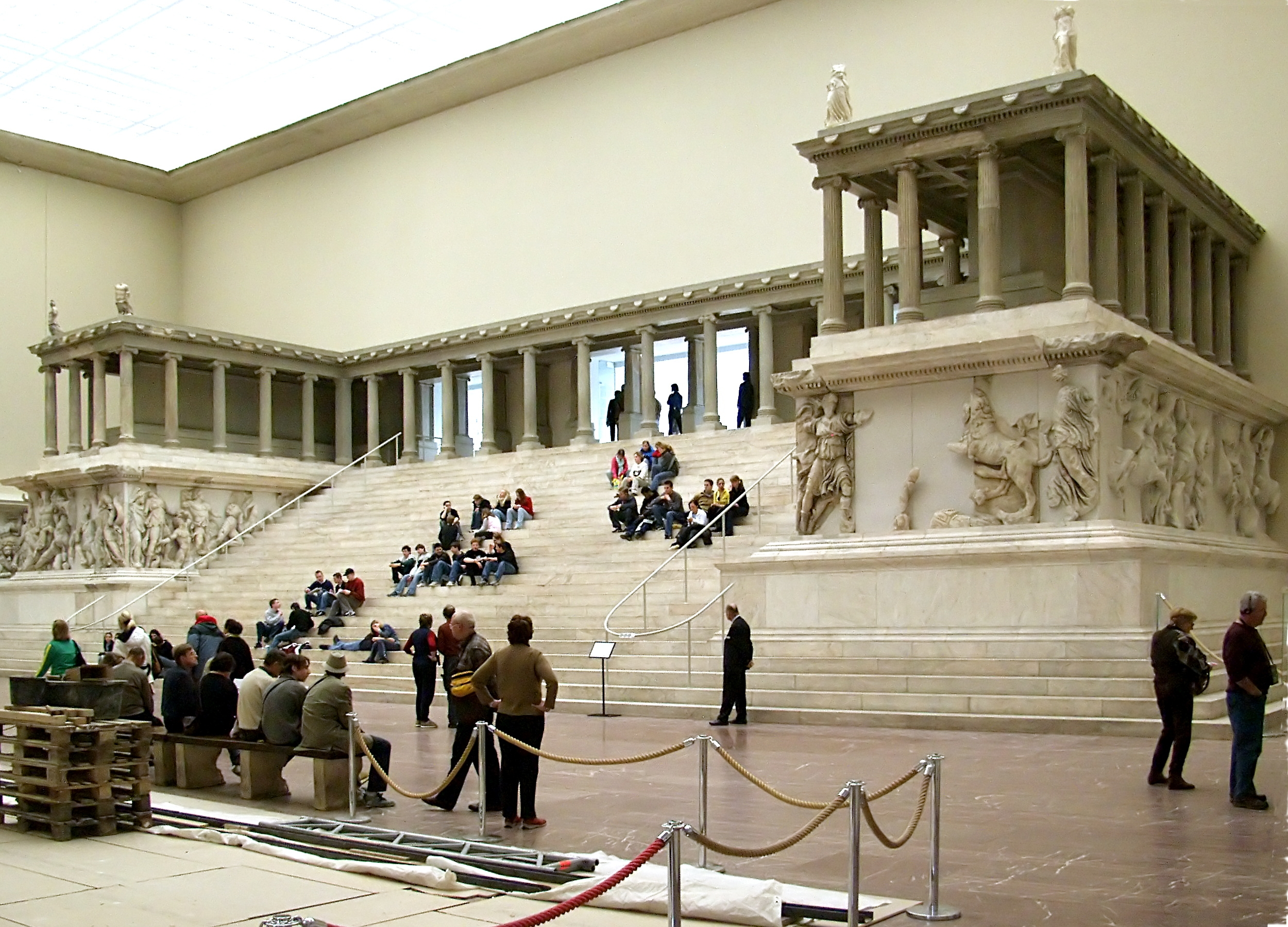
Пергамський вівтар

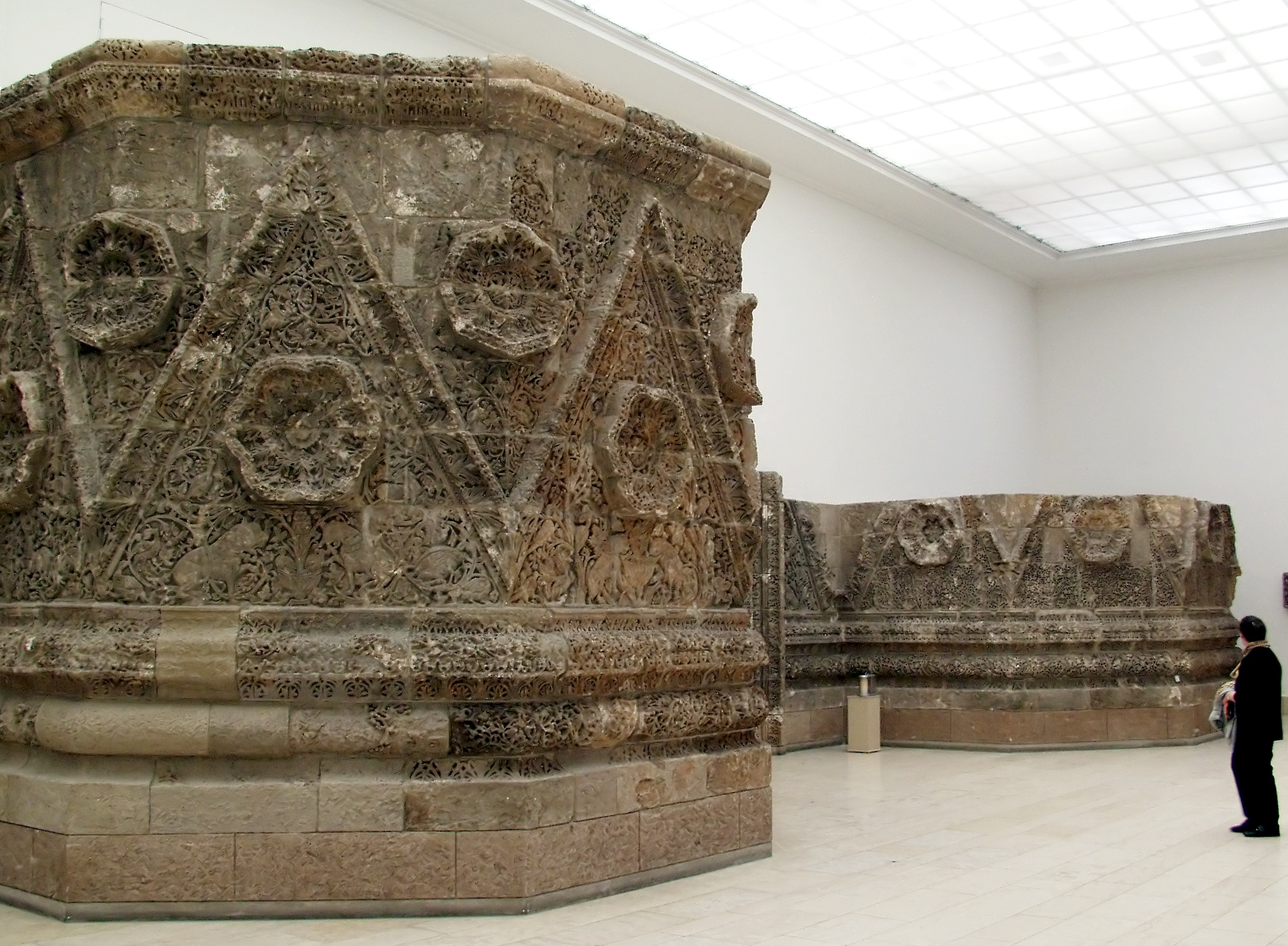
Фриз з Мшатти

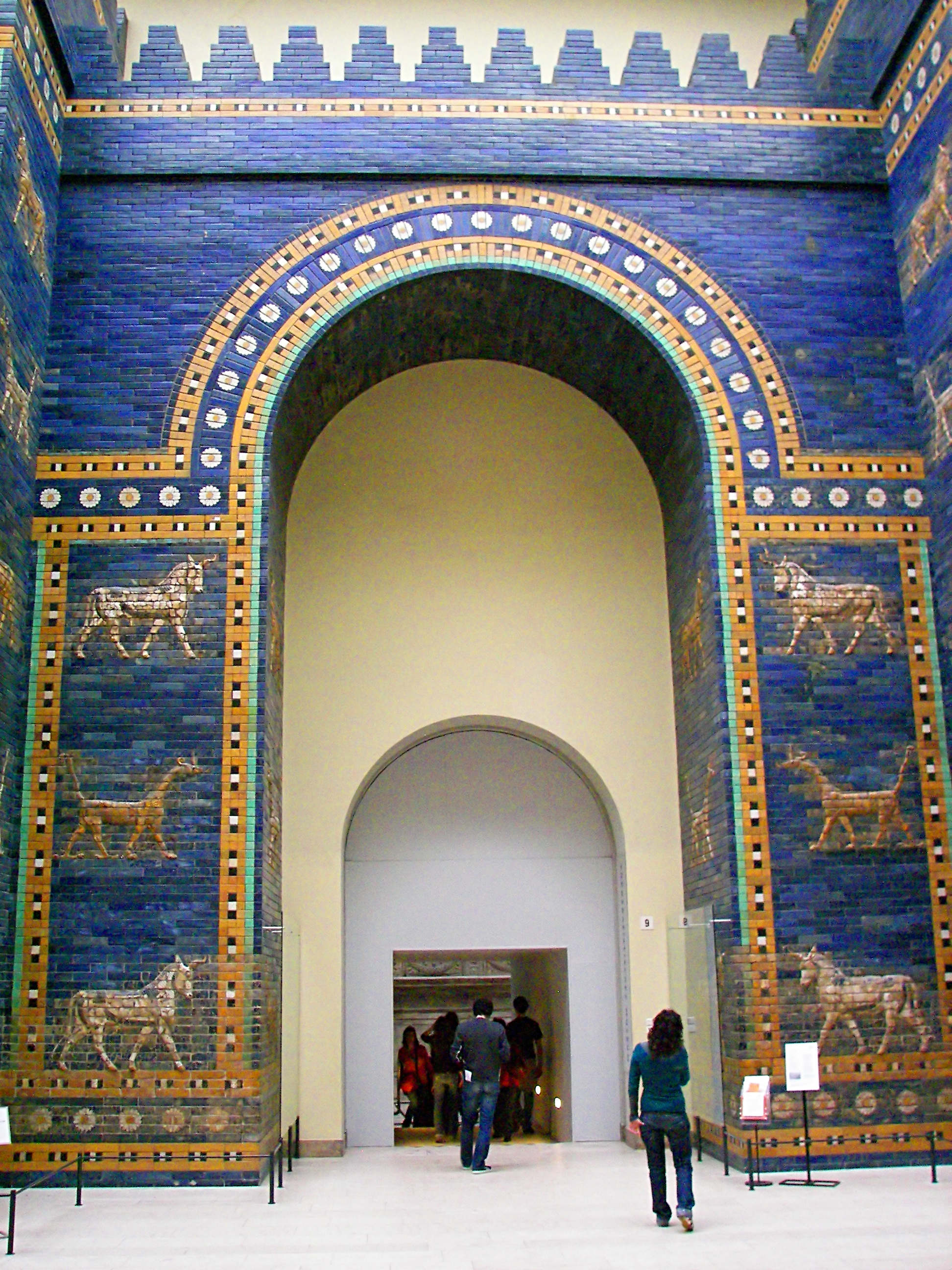
Брама Іштар з Вавилону

У Пергамському музеї знаходяться зібрання трьох музеїв: Античного зібрання, Музею ісламського мистецтва і передньоазійського музею. У ньому представлені різні експонати давньої монументальної архітектури, найвідомішими з яких є:
- Пергамський вівтар
- Ворота Мілетського ринку
- Брама Іштар і Дорога процесій
- Фриз з Мшатти

### Античне зібрання
Античне зібрання виникло завдяки Бранденбургським курфюрстам-колекціонерам класичної давнини. Основа музею Античного зібрання закладена придбанням в 1698 році колекції римського археолога Джованні П'єтро Беллорі. Частина колекції античності стала доступна для публіки в 1830 році з відкриттям у Берліні Старого музею. Античне зібрання значно поповнилося завдяки розкопкам, що проводилися в Олімпії, Самосі, Пергамі, Мілеті, Прієні і Дидимі.
Із розділом Німеччини після Другої світової війни розділилося і Античне зібрання. Пергамський музей в НДР відкрився знову у 1959 році, а колекція, що опинилася в Західному Берліні, розміщувалася аж до 1995 року в будівлі за проєктом архітектора Штюлера навпроти замку Шарлоттенбург.
В даний час цінності Античного зібрання поділені між двома музеями — Пергамським і Старим. Експозиція Пергамського музею об'єднує давньогрецькі і давньоримські твори архітектури, скульптури, писемності, мозаїки, прикраси з дорогоцінних металів і вироби з бронзи. Візитною карткою Пергамського музею став Пергамський вівтар, що датується II ст. до н. е., на скульптурному фризі якого зображена драматична битва богів з гігантами, а також ворота Мілетського ринку, які відносять до епохи Стародавнього Риму. Крім цього всесвітню популярність здобули «Берлінська богиня» з Кератеї періоду розквіту архаїки і піздньоархаїчна «Богиня на троні» з Тарента.

### Музей Передньої Азії
У музеї Передньої Азії представлені експонати, виявлені на археологічних розкопках, що проводилися в ареалі поширення шумерської, вавилонської і ассирійської культур німецькими вченими, зокрема Німецьким Східним Товариством. Сюди відносяться монументальні пам'ятники архітектури, рельєфи і предмети меншого розміру, що використовувалися у відправленні культу, побуті і як прикраси.
Особливої уваги заслуговують вавилонська брама Іштар, фрагмент Дороги процесій, яка до них вела, і фасад тронного залу Навуходоносора II.

## Майстер-планМузейного острова
Згідно з майстер-планом реконструкції берлінського Музейного острова Пергамський музей повинен стати центром його ансамблю, об'єднуючого Новий музей, Музей Боде, Стару національну галерею і новий будинок входу на Музейний острів.